# Associazione Calcio Milan 2022-2023
Questa voce raccoglie le informazioni riguardanti l'Associazione Calcio Milan nelle competizioni ufficiali della stagione sportiva 2022-2023.

## Stagione

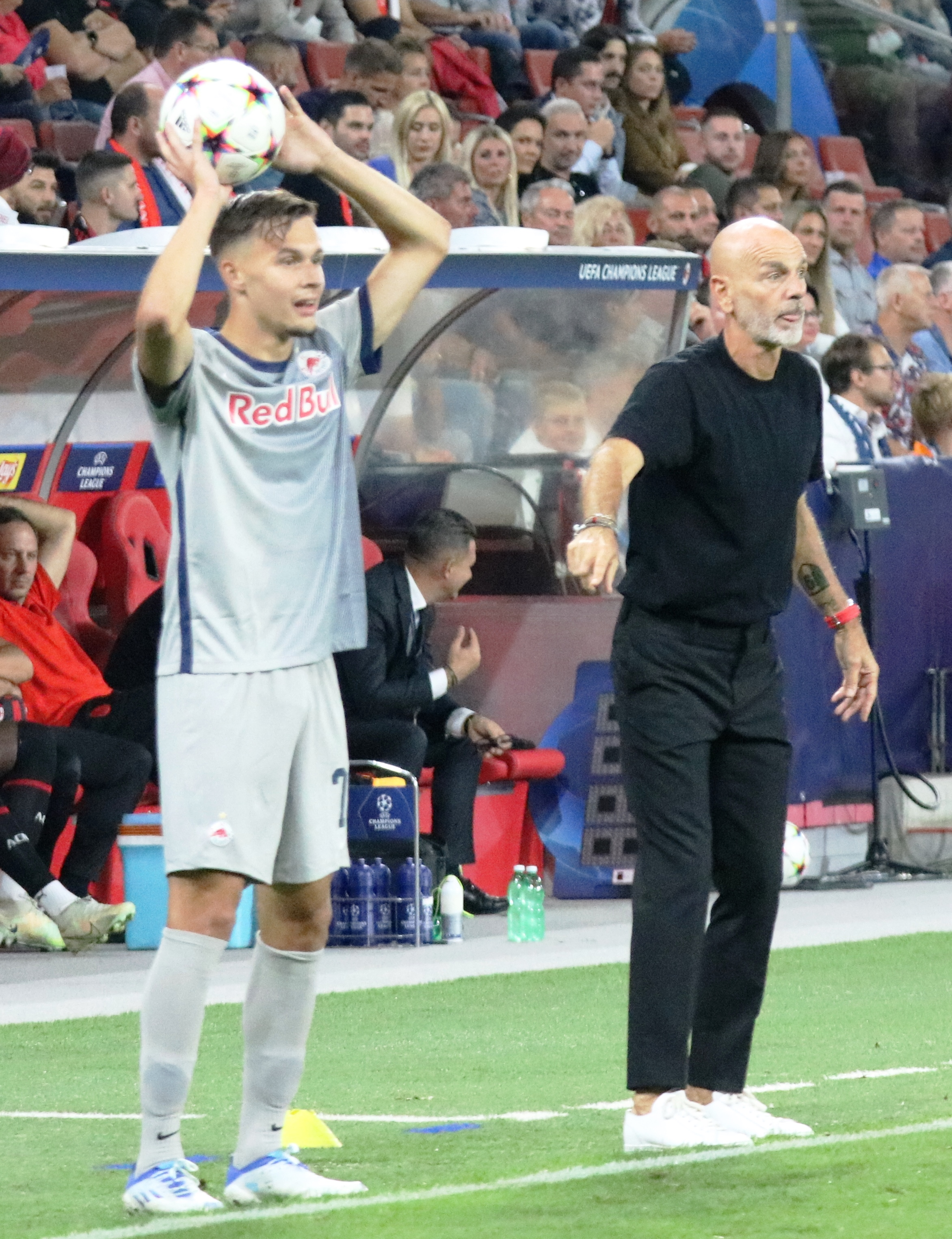
L'allenatore rossonero Stefano Pioli (a destra), alla quarta stagione sulla panchina rossonera nel 2022

Dopo la vittoria del campionato nella stagione precedente, e contestualmente con lo scudetto cucito sul petto dopo dieci anni, il Milan riparte da Stefano Pioli, alla quarta stagione alla guida dei rossoneri. Il nuovo capitano è Davide Calabria, dopo l'addio di Alessio Romagnoli, approdato a parametro zero alla Lazio, mentre il vice capitano è Theo Hernández.
Il 31 agosto 2022 il club viene acquistato dalla società di investimento statunitense RedBird Capital Partners, con a capo l'imprenditore Gerry Cardinale, che lo rileva dal fondo Elliott per 1,2 miliardi di euro.
La stagione ufficiale parte il 13 agosto, una data insolita per l'inizio della Serie A ma necessaria a causa della disputa dei Mondiali previsti in Qatar tra novembre e dicembre. La gara d'esordio in campionato è vinta dal Milan contro l'Udinese, con un pirotecnico 4-2 in rimonta. Dopo aver impattato in trasferta contro l'Atalanta, nelle quattro gare successive i rossoneri ottengono tre vittorie, contro Bologna, Inter e Sampdoria, e un pareggio a reti bianche in trasferta contro il Sassuolo. La prima sconfitta arriva il 18 settembre per mano del Napoli, di misura, ma la squadra di Pioli reagisce con quattro vittorie consecutive, contro Empoli, Juventus, Verona e Monza. Nelle tre gare successive, tuttavia, il Milan incappa in una sconfitta di misura sul campo del Torino e in un pareggio a reti bianche su quello della matricola Cremonese, inframmezzati da una vittoria contro lo Spezia. I meneghini chiudono l'anno solare, prima della pausa per i Mondiali, al secondo posto dietro al Napoli, grazie alla vittoria sulla Fiorentina.
Il 2023 si apre con una convincente vittoria sul campo della Salernitana, ma nel mese di gennaio i rossoneri collezionano una striscia di quattro partite senza vittoria, tra cui le pesanti sconfitte contro Lazio per 4-0 e Sassuolo per 5-2, che li costringono ad abbandonare le speranze di difendere il tricolore conquistato nella stagione precedente e a lottare per un piazzamento utile per la qualificazione alla Champions League. Il 10 febbraio, dopo oltre un mese, il Milan torna a vincere in campionato, battendo di misura il Torino, seguito da Monza e Atalanta. A inizio marzo, però, i rossoneri subiscono due sconfitte in trasferta contro Fiorentina e Udinese, inframmezzate da un pareggio interno contro la Salernitana. Ad aprile i rossoneri si impongono sul Napoli con un netto 4-0, prima di raccogliere tre pareggi e una vittoria nelle successive quattro partite. Il mese di maggio si apre con un pareggio contro la Cremonese, seguito da una vittoria contro la Lazio e una sconfitta contro lo Spezia. La vittoria contro la Sampdoria avvicina i meneghini alla qualificazione alla Champions League, raggiunta matematicamente alla penultima giornata, dopo la vittoria in trasferta contro la Juventus. L'ultima giornata, con il successo contro il Verona per 3-1, certifica il raggiungimento dei 70 punti ed il quarto posto. L'epilogo della stagione segna anche il saluto a Zlatan Ibrahimović, che decide di lasciare il calcio giocato.

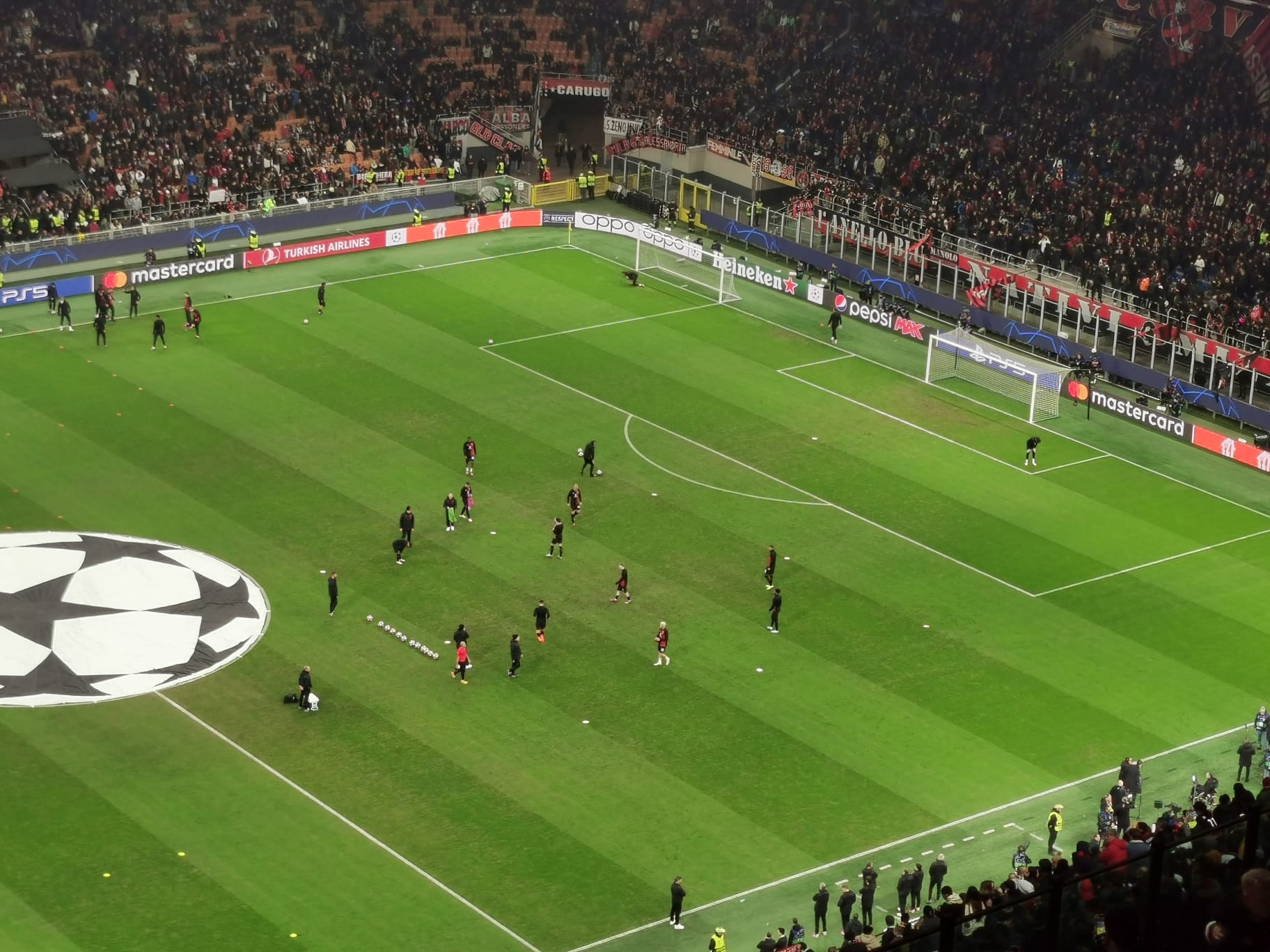
I calciatori rossoneri in fase di riscaldamento prima della gara di Champions League contro il del 14 febbraio 2023.

In Champions League, grazie alla vittoria del campionato nella stagione precedente, il Milan ritorna nella prima fascia. Nella fase a gironi ottiene bei risultati, classificandosi secondo nel girone E con 10 punti, frutto di tre vittorie, un pareggio e due sconfitte. Dopo la partita d'esordio pareggiata in trasferta con il Salisburgo per 1-1, il Diavolo batte la Dinamo Zagabria in casa per 3-1. I rossoneri perdono entrambe le sfide contro il Chelsea, ma nelle ultime due gare, che risultano decisive per la qualificazione alla fase successiva, grazie a due 4-0 al Maksimir contro i croati e a San Siro contro il Salisburgo, approdano alla fase ad eliminazione diretta a nove anni di distanza dall'ultima volta. Il sorteggio riserva ai meneghini l'accoppiamento con gli inglesi del Tottenham: il Milan riesce a superare i londinesi grazie ad una vittoria per 1-0 in casa e ad un pareggio per 0-0 in trasferta, arrivando così ai quarti di finale a distanza di undici anni dall'ultimo precedente. L'urna decreta l'incrocio con il Napoli, che aveva già eliminato l'Eintracht Francoforte: i rossoneri si impongono per 1-0 all'andata e impattano per 1-1 al ritorno. Nelle semifinali il Milan è opposto ai concittadini dell'Inter, a venti anni di distanza dall'ultima volta (nella stagione 2002-2003) e a diciotto dall'ultimo precedente nella competizione (nella stagione 2004-2005). La doppia vittoria dei nerazzurri, per 2-0 nella gara di andata e per 1-0 in quella di ritorno, determina l'eliminazione dalla Champions League.
Il cammino in Coppa Italia si interrompe prematuramente, in quanto i rossoneri perdono agli ottavi (evento che non si verificava da quattordici anni) contro il Torino, che si impone per 1-0 ai supplementari. In Supercoppa italiana il Milan viene sconfitto per 3-0 dall'Inter a Riad.
A stagione conclusa il direttore tecnico Paolo Maldini e il direttore sportivo Frederic Massara lasciano il club.

## Divise e sponsor

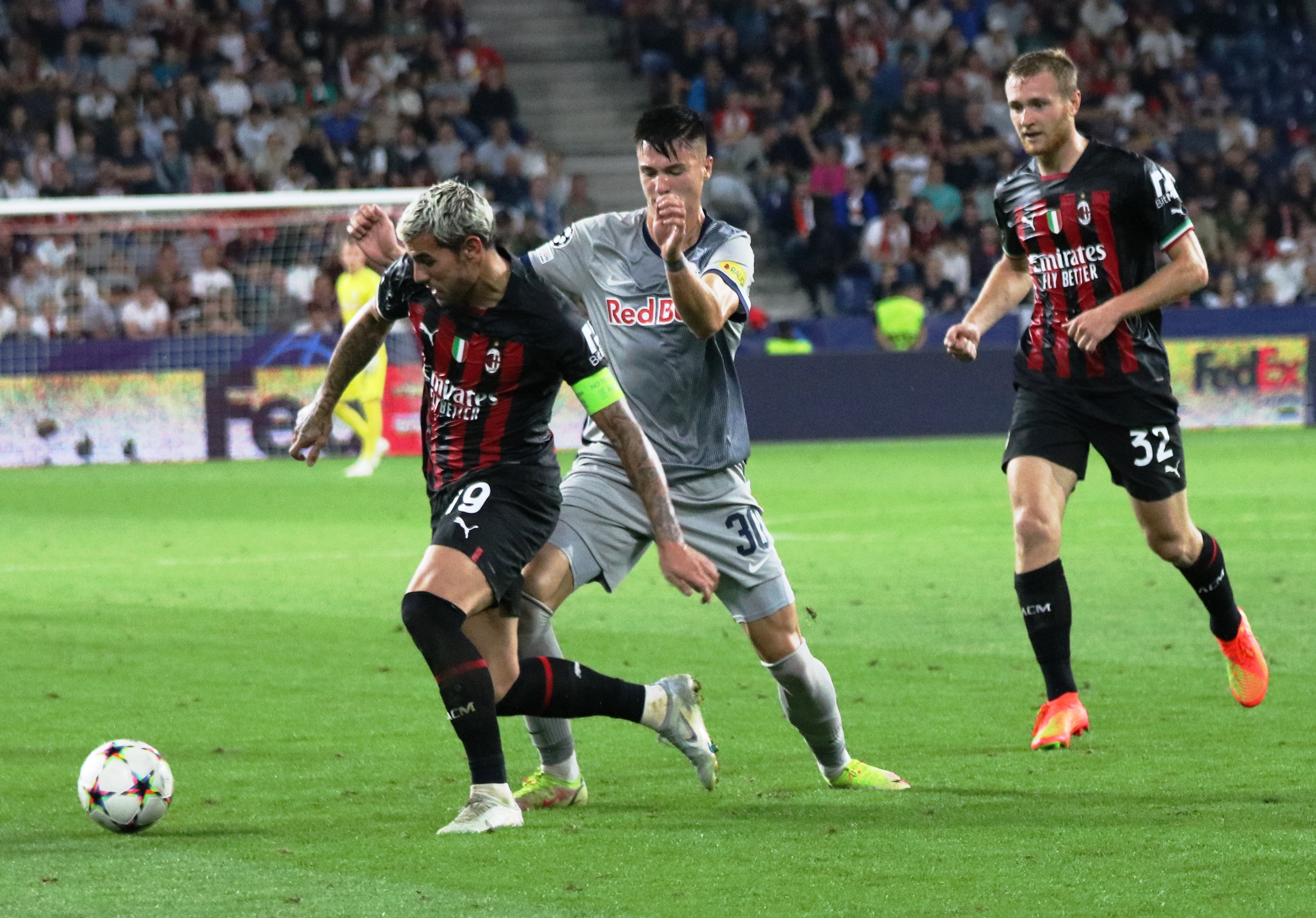
Theo Hernández (in primo piano) con la divisa home durante la gara contro il in Champions League del 6 settembre 2022.

Lo sponsor tecnico per la stagione 2022-2023 è Puma, mentre lo sponsor ufficiale è Emirates Fly Better. Sulle maglie compaiono anche lo sleeve sponsor BitMEX ed il back sponsor Wefox mentre il training wear partner è Konami. In Champions League, in luogo del back sponsor, è presente il logo di Fondazione Milan.
In occasione della gara casalinga contro l'Atalanta del 26 febbraio 2023, i rossoneri scendono eccezionalmente in campo con la quarta maglia di gioco. Il Fourth kit, nato dalla collaborazione tra il Milan, lo sponsor tecnico Puma e la casa di moda parigina Kochè, presenta una versione pixelata game ready delle iconiche strisce rossonere con inserimento di dettagli in oro. Eccezionalmente, nella 38ª e ultima gara del campionato di Serie A, il 4 giugno contro il Verona, il Milan scende in campo con la divisa casalinga della stagione 2023-2024; lo stesso è avvenuto per l'uniforme riservata ai portieri.
| Casa | Casa (38ª Serie A) | Trasferta | Terza divisa | Quarta divisa | 1ª div. portiere | 1ª div. portiere (38ª Serie A) | 2ª div. portiere | 3ª div. portiere |

## Organigramma societario
Dal sito internet ufficiale della società.
Consiglio di amministrazione
- CdA: Paolo Scaroni, Ivan Gazidis (fino al 5/12/2022),[18] Giorgio Furlani, Gordon Singer, Stefano Cocirio, Randy Levine (dal 17/1/2023),[19] Riccardo Stefanelli (dall'11/5/2023),[20] Mark Dowley; il 14/9/2022 Gerry Cardinale, Alec Scheiner, Niraj Shah e Isaac Halyard sostituiscono Marco Patuano, Alfredo Craca e Massimo Ferrari[21]
- Collegio sindacale: Franco Carlo Papa (presidente), Luca Sala (sindaco supplente), Alessandro Ceriani (sindaco supplente), Cesare Ciccolini, Alberto Dello Strologo

Area direttiva
- Presidente: Paolo Scaroni
- Vice presidente onorario: Franco Baresi
- Amministratore delegato: Ivan Gazidis (fino al 5/12/2022),[18] poi Giorgio Furlani[22]
- Ambasciatore del brand: Daniele Massaro

Area organizzativa
- Chief of staff: James Murray
- Direttrice delle risorse umane: Agata Frigerio
- Direttore stadio e responsabile accessibilità: Marco Lomazzi
- Venue director: Alessandro Zissis Bernacchi

Area comunicazione
- Responsabile: Pier Donato Vercellone
- Digital, media & The Studios director: Lamberto Siega

Area marketing
- Direttore finanziario: Stefano Cocirio (dal 2023)[19]
- Direttore finanziario (fino al 2022) e amministrativo: Aldo Savi
- Chief business officer: Roberto Masi
- Direttore commerciale: Maikel Oettle (dal 13/1/2023)[23]
- Chief revenue officer: Casper Stylsvig
- Sponsorship sales director: Maikel Oettle (fino al 13/1/2023)[23]
- Retail, licensing & ecommerce director: Valerio Rocchetti
- Partnerships director: Mauro Tavola
- Administration & purchasing director: Angela Zucca

Area tecnica
- Direttore: Paolo Maldini (fino al 5/6/2023)[24]
- Direttore sportivo: Frederic Massara (fino al 7/6/2023)[25]
- Allenatore: Stefano Pioli
- Allenatore in seconda: Giacomo Murelli
- Collaboratori tecnici: Daniele Bonera, Davide Lucarelli, Gianmarco Pioli, Luciano Vulcano
- Preparatori dei portieri: Emiliano Betti, Luigi Ragno, Flavio Roma
- Capo delle performance: Andrea Azzalin
- Preparatori atletici: Luca Monguzzi, Matteo Osti, Roberto Peressutti, Marco Vago
- Team manager: Andrea Romeo

Area sanitaria
- Responsabile: Stefano Mazzoni
- Medico sociale: Lucio Genesio

## Rosa
Rosa e numerazione aggiornate al 3 febbraio 2023.
| N. |                        | Ruolo | Calciatore                     |
| -- | ---------------------- | ----- | ------------------------------ |
| 1  | Romania (bandiera)     | P     | Ciprian Tătărușanu             |
| 2  | Italia (bandiera)      | D     | Davide Calabria (capitano)     |
| 4  | Algeria (bandiera)     | C     | Ismaël Bennacer                |
| 5  | Senegal (bandiera)     | D     | Fodé Ballo-Touré               |
| 7  | Francia (bandiera)     | C     | Yacine Adli                    |
| 8  | Italia (bandiera)      | C     | Sandro Tonali                  |
| 9  | Francia (bandiera)     | A     | Olivier Giroud                 |
| 10 | Spagna (bandiera)      | C     | Brahim Díaz                    |
| 11 | Svezia (bandiera)      | A     | Zlatan Ibrahimović             |
| 12 | Croazia (bandiera)     | A     | Ante Rebić                     |
| 14 | Francia (bandiera)     | C     | Tiémoué Bakayoko               |
| 16 | Francia (bandiera)     | P     | Mike Maignan                   |
| 17 | Portogallo (bandiera)  | A     | Rafael Leão                    |
| 19 | Francia (bandiera)     | D     | Theo Hernández (vice capitano) |
| 20 | Francia (bandiera)     | D     | Pierre Kalulu                  |
| 21 | Stati Uniti (bandiera) | D     | Sergiño Dest                   |

| N. |                                 | Ruolo | Calciatore           |
| -- | ------------------------------- | ----- | -------------------- |
| 22 | Serbia (bandiera)               | A     | Marko Lazetić        |
| 23 | Inghilterra (bandiera)          | D     | Fikayo Tomori        |
| 24 | Danimarca (bandiera)            | D     | Simon Kjær           |
| 25 | Italia (bandiera)               | D     | Alessandro Florenzi  |
| 27 | Belgio (bandiera)               | A     | Divock Origi         |
| 28 | Germania (bandiera)             | D     | Malick Thiaw         |
| 30 | Brasile (bandiera)              | C     | Junior Messias       |
| 32 | Italia (bandiera)               | C     | Tommaso Pobega       |
| 33 | Bosnia ed Erzegovina (bandiera) | C     | Rade Krunić          |
| 40 | Belgio (bandiera)               | C     | Aster Vranckx        |
| 46 | Italia (bandiera)               | D     | Matteo Gabbia        |
| 56 | Belgio (bandiera)               | C     | Alexis Saelemaekers  |
| 77 | Colombia (bandiera)             | P     | Devis Vásquez        |
| 83 | Italia (bandiera)               | P     | Antonio Mirante      |
| 90 | Belgio (bandiera)               | C     | Charles De Ketelaere |

## Calciomercato

### Sessione estiva(dall'1/7 all'1/9)
| Acquisti         | Acquisti             | Acquisti    | Acquisti                                               |
| R.               | Nome                 | da          | Modalità                                               |
| ---------------- | -------------------- | ----------- | ------------------------------------------------------ |
| D                | Sergiño Dest         | Barcellona  | prestito con diritto di riscatto                       |
| D                | Malick Thiaw         | Schalke 04  | definitivo (8,6 milioni €)                             |
| C                | Yacine Adli          | Bordeaux    | fine prestito                                          |
| C                | Charles De Ketelaere | Club Bruges | definitivo (35,5 milioni €)                            |
| C                | Tommaso Pobega       | Torino      | fine prestito                                          |
| C                | Aster Vranckx        | Wolfsburg   | prestito oneroso (2 milioni €) con diritto di riscatto |
| A                | Divock Origi         |             | svincolato                                             |
| Altre operazioni |                      |             |                                                        |
| R.               | Nome                 | da          | Modalità                                               |
| P                | Alessandro Plizzari  | Lecce       | fine prestito                                          |
| D                | Leroy Abanda         | Boulogne    | fine prestito                                          |
| D                | Gabriele Bellodi     | Alessandria | fine prestito                                          |
| D                | Mattia Caldara       | Venezia     | fine prestito                                          |
| D                | Alessandro Florenzi  | Roma        | riscatto cartellino (2,7 milioni €)                    |
| D                | Cathal Heffernan     | Cork City   | diritto di riscatto esercitato (0,05 milioni €)        |
| D                | Nikos Michelīs       | Willem II   | fine prestito                                          |
| D                | Riccardo Oddi        | Trento      | fine prestito                                          |
| C                | Marco Brescianini    | Monza       | fine prestito                                          |
| C                | Marco Frigerio       | Lucchese    | fine prestito                                          |
| C                | Junior Messias       | Crotone     | riscatto cartellino (5,5 milioni €)                    |
| C                | Antonio Mionić       | Montevarchi | fine prestito                                          |
| A                | Luan Capanni         | Grosseto    | fine prestito                                          |
| A                | Lorenzo Colombo      | SPAL        | fine prestito                                          |
| A                | Sabino Signorile     | Seregno     | fine prestito                                          |
| A                | Riccardo Tonin       | Cesena      | fine prestito                                          |
| A                | Frank Tsadjout       | Ascoli      | fine prestito                                          |

| Cessioni         | Cessioni            | Cessioni              | Cessioni                                             |
| R.               | Nome                | a                     | Modalità                                             |
| ---------------- | ------------------- | --------------------- | ---------------------------------------------------- |
| D                | Alessio Romagnoli   |                       | svincolato                                           |
| C                | Franck Kessié       |                       | svincolato                                           |
| A                | Samu Castillejo     | Valencia              | definitivo (0 €)                                     |
| A                | Daniel Maldini      | Spezia                | prestito                                             |
| Altre operazioni |                     |                       |                                                      |
| R.               | Nome                | a                     | Modalità                                             |
| P                | Alessandro Plizzari | Pescara               | definitivo (0,2 milioni €)                           |
| D                | Leroy Abanda        | Seraing               | definitivo (0 €)                                     |
| D                | Gabriele Bellodi    | Olbia                 | prestito                                             |
| D                | Mattia Caldara      | Spezia                | prestito con diritto di riscatto                     |
| D                | Léo Duarte          | İstanbul Başakşehir   | riscatto cartellino (2 milioni €)                    |
| D                | Gabriele Galardi    | Gravina               | riscatto cartellino (0 €)                            |
| D                | Nikos Michelīs      |                       | risoluzione contratto                                |
| D                | Riccardo Oddi       | Fiorenzuola           | definitivo (0 €)                                     |
| D                | Luca Stanga         | Lecco                 | definitivo                                           |
| C                | Marco Brescianini   | Cosenza               | prestito                                             |
| C                | Marco Frigerio      | Foggia                | definitivo (0 €)                                     |
| C                | Antonio Mionić      | Alessandria           | prestito con diritto di riscatto                     |
| C                | Emir Murati         |                       | svincolato                                           |
| C                | Filippo Tolomello   | Monterosi Tuscia      | definitivo (0 €)                                     |
| A                | Gabriele Capanni    | Ternana               | riscatto cartellino (0 €)                            |
| A                | Luan Capanni        | Estrela Amadora       | prestito                                             |
| A                | Lorenzo Colombo     | Lecce                 | prestito con diritto di riscatto e controriscatto    |
| A                | Jens Petter Hauge   | Eintracht Francoforte | riscatto obbligatorio del cartellino (8,2 milioni €) |
| A                | Emil Roback         | Nordsjælland          | prestito                                             |
| A                | Sabino Signorile    | Audace Cerignola      | definitivo (0 €)                                     |
| A                | Riccardo Tonin      | Foggia                | definitivo                                           |
| A                | Frank Tsadjout      | Cremonese             | definitivo (0,85 milioni €)                          |

### Sessione invernale(dal 2/1 al 31/1)
| Acquisti         | Acquisti      | Acquisti        | Acquisti                    |
| R.               | Nome          | da              | Modalità                    |
| ---------------- | ------------- | --------------- | --------------------------- |
| P                | Devis Vásquez | Guaraní         | definitivo (0,47 milioni €) |
| Altre operazioni |               |                 |                             |
| R.               | Nome          | da              | Modalità                    |
| A                | Luan Capanni  | Estrela Amadora | risoluzione prestito        |
| A                | Emil Roback   | Nordsjælland    | risoluzione prestito        |

| Cessioni         | Cessioni            | Cessioni    | Cessioni         |
| R.               | Nome                | a           | Modalità         |
| ---------------- | ------------------- | ----------- | ---------------- |
| A                | Marko Lazetić       | Altach      | prestito         |
| Altre operazioni |                     |             |                  |
| R.               | Nome                | a           | Modalità         |
| P                | Andreas Jungdal     | Altach      | prestito         |
| A                | Luan Capanni        | Arka Gdynia | definitivo (0 €) |
| A                | Bob Murphy Omoregbe | Torres      | prestito         |

### Operazioni esterne alle sessioni
| Cessioni         | Cessioni         | Cessioni         | Cessioni         |
| Altre operazioni | Altre operazioni | Altre operazioni | Altre operazioni |
| R.               | Nome             | a                | Modalità         |
| ---------------- | ---------------- | ---------------- | ---------------- |
| A                | Emil Roback      | IFK Norrköping   | prestito         |

## Risultati

### Serie A

#### Girone di andata
| Arbitro: | Marinelli (Tivoli) |

|                                              |           |                       |
| Hernández 12’ (rig.) Rebić 15’, 68’ Díaz 46’ | Marcatori | 2’ Becão 45+4’ Masina |

| Arbitro: | Maresca (Napoli) |

|                  |           |              |
| Malinovs'kyj 29’ | Marcatori | 68’ Bennacer |

| Arbitro: | Manganiello (Pinerolo) |

|                     |           |  |
| Leão 21’ Giroud 58’ | Marcatori |  |

| Reggio Emilia 30 agosto 2022, ore 18:30 CEST 4ª giornata | Sassuolo           | 0 – 0 referto | Milan | Mapei Stadium - Città del Tricolore (18 053 spett.)\| Arbitro: \| Ayroldi (Molfetta) \| |
| Arbitro:                                                 | Ayroldi (Molfetta) |               |       |                                                                                         |

| Arbitro: | Chiffi (Padova) |

|                          |           |                        |
| Leão 28’, 60’ Giroud 54’ | Marcatori | 21’ Brozović 67’ Džeko |

| Arbitro: | Fabbri (Ravenna) |

|             |           |                              |
| Đuričić 57’ | Marcatori | 6’ Messias 67’ (rig.) Giroud |

| Arbitro: | Mariani (Aprilia) |

|            |           |                                 |
| Giroud 69’ | Marcatori | 55’ (rig.) Politano 78’ Simeone |

| Arbitro: | Aureliano (Bologna) |

|               |           |                                        |
| Bajrami 90+2’ | Marcatori | 79’ Rebić 90+3’ Ballo-Touré 90+6’ Leão |

| Arbitro: | Orsato (Schio) |

|                       |           |  |
| Tomori 45+1’ Díaz 54’ | Marcatori |  |

| Arbitro: | Massa (Imperia) |

|            |           |                             |
| Günter 19’ | Marcatori | 9’ (aut.) Veloso 81’ Tonali |

| Arbitro: | Marinelli (Tivoli) |

|                                  |           |               |
| Díaz 16’, 41’ Origi 65’ Leão 84’ | Marcatori | 70’ Ranocchia |

| Arbitro: | Abisso (Palermo) |

|                         |           |             |
| Djidji 35’ Mirančuk 37’ | Marcatori | 67’ Messias |

| Arbitro: | Fabbri (Ravenna) |

|                          |           |             |
| Hernández 21’ Giroud 89’ | Marcatori | 59’ Maldini |

| Cremona 8 novembre 2022, ore 20:45 CET 14ª giornata | Cremonese        | 0 – 0 referto | Milan | Stadio Giovanni Zini (14 758 spett.)\| Arbitro: \| Rapuano (Rimini) \| |
| Arbitro:                                            | Rapuano (Rimini) |               |       |                                                                        |

| Arbitro: | Sozza (Seregno) |

|                                 |           |           |
| Leão 2’ Milenković 90+2’ (aut.) | Marcatori | 28’ Barák |

| Arbitro: | Fourneau (Roma 1) |

|               |           |                     |
| Bonazzoli 83’ | Marcatori | 10’ Leão 15’ Tonali |

| Arbitro: | Massa (Imperia) |

|                       |           |                          |
| Kalulu 30’ Pobega 77’ | Marcatori | 87’ Ibañez 90+3’ Abraham |

| Arbitro: | Orsato (Schio) |

|                                     |           |                       |
| Hernández 3’ (aut.) Baschirotto 23’ | Marcatori | 58’ Leão 70’ Calabria |

| Arbitro: | Di Bello (Brindisi) |

|                                                                              |           |  |
| Milinković-Savić 4’ Zaccagni 38’ Luis Alberto 67’ (rig.) Felipe Anderson 75’ | Marcatori |  |

#### Girone di ritorno
| Arbitro: | Giua (Olbia) |

|                      |           |                                                                       |
| Giroud 24’ Origi 81’ | Marcatori | 19’ Defrel 22’ Frattesi 30’ Berardi 47’ (rig.) Laurienté 79’ Henrique |

| Arbitro: | Massa (Imperia) |

|              |           |  |
| Martínez 34’ | Marcatori |  |

| Arbitro: | Ayroldi (Molfetta) |

|            |           |  |
| Giroud 62’ | Marcatori |  |

| Arbitro: | Rapuano (Rimini) |

|  |           |             |
|  | Marcatori | 31’ Messias |

| Arbitro: | Mariani (Aprilia) |

|                              |           |  |
| Musso 26’ (aut.) Messias 86’ | Marcatori |  |

| Arbitro: | Di Bello (Brindisi) |

|                               |           |                 |
| González 49’ (rig.) Jović 87’ | Marcatori | 90+5’ Hernández |

| Arbitro: | La Penna (Roma 1) |

|              |           |         |
| Giroud 45+1’ | Marcatori | 61’ Dia |

| Arbitro: | Doveri (Roma 1) |

|                                    |           |                          |
| Pereyra 9’ Beto 45+6’ Ehizibue 70’ | Marcatori | 45+4’ (rig.) Ibrahimović |

| Arbitro: | Rapuano (Rimini) |

|  |           |                                         |
|  | Marcatori | 17’, 59’ Leão 25’ Díaz 67’ Saelemaekers |

| Milano 7 aprile 2023, ore 21:00 CEST 29ª giornata | Milan              | 0 – 0 referto | Empoli | Stadio Giuseppe Meazza (70 286 spett.)\| Arbitro: \| Marcenaro (Genova) \| |
| Arbitro:                                          | Marcenaro (Genova) |               |        |                                                                            |

| Arbitro: | Massa (Imperia) |

|            |           |            |
| Sansone 1’ | Marcatori | 40’ Pobega |

| Arbitro: | Chiffi (Padova) |

|               |           |  |
| Leão 40’, 75’ | Marcatori |  |

| Arbitro: | Orsato (Schio) |

|               |           |                    |
| Abraham 90+4’ | Marcatori | 90+7’ Saelemaekers |

| Arbitro: | Pairetto (Nichelino) |

|               |           |             |
| Messias 90+3’ | Marcatori | 77’ Okereke |

| Arbitro: | Rapuano (Rimini) |

|                            |           |  |
| Bennacer 17’ Hernández 29’ | Marcatori |  |

| Arbitro: | Doveri (Roma 1) |

|                             |           |  |
| Wiśniewski 75’ Esposito 85’ | Marcatori |  |

| Arbitro: | Fourneau (Roma 2) |

|                                              |           |                  |
| Leão 9’ Giroud 23’, 29’ (rig.), 68’ Díaz 63’ | Marcatori | 20’ Quagliarella |

| Arbitro: | Mariani (Aprilia) |

|  |           |            |
|  | Marcatori | 40’ Giroud |

| Arbitro: | Valeri (Roma 2) |

|                                     |           |             |
| Giroud 45+2’ (rig.) Leão 85’, 90+2’ | Marcatori | 71’ Faraoni |

### Coppa Italia

#### Fase a eliminazione diretta
| Arbitro: | Rapuano (Rimini) |

|  |           |            |
|  | Marcatori | 114’ Adopo |

### UEFA Champions League

#### Fase a gironi
| Arbitro: | Jovanović |

|            |           |                  |
| Okafor 28’ | Marcatori | 40’ Saelemaekers |

| Arbitro: | Gil Manzano |

|                                               |           |           |
| Giroud 45’ (rig.) Saelemaekers 47’ Pobega 77’ | Marcatori | 56’ Oršić |

| Arbitro: | Makkelie |

|                                     |           |  |
| Fofana 24’ Aubameyang 56’ James 62’ | Marcatori |  |

| Arbitro: | Siebert |

|  |           |                                    |
|  | Marcatori | 21’ (rig.) Jorginho 34’ Aubameyang |

| Arbitro: | Marciniak |

|  |           |                                                           |
|  | Marcatori | 39’ Gabbia 49’ Leão 59’ (rig.) Giroud 69’ (aut.) Ljubičić |

| Arbitro: | Mateu Lahoz |

|                                          |           |  |
| Giroud 14’, 57’ Krunić 46’ Messias 90+1’ | Marcatori |  |

#### Fase a eliminazione diretta
| Arbitro: | Schärer |

|         |           |  |
| Díaz 7’ | Marcatori |  |

| Londra 8 marzo 2023, ore 21:10 CET Ottavi di finale – Ritorno | Tottenham | 0 – 0 referto | Milan | Tottenham Hotspur Stadium (61 602 spett.)\| Arbitro: \| Turpin \| |
| Arbitro:                                                      | Turpin    |               |       |                                                                   |

| Arbitro: | Kovács |

|              |           |  |
| Bennacer 40’ | Marcatori |  |

| Arbitro: | Marciniak |

|               |           |            |
| Osimhen 90+3’ | Marcatori | 43’ Giroud |

| Arbitro: | Gil Manzano |

|  |           |                         |
|  | Marcatori | 8’ Džeko 11’ Mxit'aryan |

| Arbitro: | Turpin |

|              |           |  |
| Martínez 74’ | Marcatori |  |

### Supercoppa italiana
| Arbitro: | Maresca (Napoli) |

|  |           |                                    |
|  | Marcatori | 10’ Dimarco 21’ Džeko 77’ Martínez |

## Statistiche
Statistiche aggiornate al 4 giugno 2023.

### Statistiche di squadra
| Competizione        | Punti | In casa | In casa | In casa | In casa | In casa | In casa | In trasferta | In trasferta | In trasferta | In trasferta | In trasferta | In trasferta | Totale | Totale | Totale | Totale | Totale | Totale | DR  |
| Competizione        | Punti | G       | V       | N       | P       | Gf      | Gs      | G            | V            | N            | P            | Gf           | Gs           | G      | V      | N      | P      | Gf     | Gs     | DR  |
| ------------------- | ----- | ------- | ------- | ------- | ------- | ------- | ------- | ------------ | ------------ | ------------ | ------------ | ------------ | ------------ | ------ | ------ | ------ | ------ | ------ | ------ | --- |
| Serie A             | 70    | 19      | 13      | 4       | 2       | 41      | 20      | 19           | 7            | 6            | 6            | 23           | 23           | 38     | 20     | 10     | 8      | 64     | 43     | +21 |
| Coppa Italia        | -     | 1       | 0       | 0       | 1       | 0       | 1       | 0            | 0            | 0            | 0            | 0            | 0            | 1      | 0      | 0      | 1      | 0      | 1      | -1  |
| Champions League    | 10    | 6       | 4       | 0       | 2       | 9       | 5       | 6            | 1            | 3            | 2            | 6            | 6            | 12     | 5      | 3      | 4      | 15     | 11     | +4  |
| Supercoppa italiana | -     | 0       | 0       | 0       | 0       | 0       | 0       | 0            | 0            | 0            | 0            | 0            | 0            | 1      | 0      | 0      | 1      | 0      | 3      | -3  |
| Totale              | -     | 26      | 17      | 4       | 5       | 50      | 26      | 25           | 8            | 9            | 8            | 29           | 29           | 52     | 25     | 13     | 14     | 79     | 58     | +21 |

### Andamento in campionato
| Giornata  | 1 | 2 | 3 | 4 | 5 | 6 | 7 | 8 | 9 | 10 | 11 | 12 | 13 | 14 | 15 | 16 | 17 | 18 | 19 | 20 | 21 | 22 | 23 | 24 | 25 | 26 | 27 | 28 | 29 | 30 | 31 | 32 | 33 | 34 | 35 | 36 | 37 | 38 |
| --------- | - | - | - | - | - | - | - | - | - | -- | -- | -- | -- | -- | -- | -- | -- | -- | -- | -- | -- | -- | -- | -- | -- | -- | -- | -- | -- | -- | -- | -- | -- | -- | -- | -- | -- | -- |
| Luogo     | C | T | C | T | C | T | C | T | C | T  | C  | T  | C  | T  | C  | T  | C  | T  | T  | C  | T  | C  | T  | C  | T  | C  | T  | T  | C  | T  | C  | T  | C  | C  | T  | C  | T  | C  |
| Risultato | V | N | V | N | V | V | P | V | V | V  | V  | P  | V  | N  | V  | V  | N  | N  | P  | P  | P  | V  | V  | V  | P  | N  | P  | V  | N  | N  | V  | N  | N  | V  | P  | V  | V  | V  |
| Posizione | 1 | 4 | 1 | 4 | 2 | 1 | 4 | 4 | 3 | 3  | 2  | 3  | 2  | 2  | 2  | 2  | 2  | 2  | 2  | 3  | 5  | 3  | 3  | 2  | 4  | 4  | 4  | 3  | 4  | 4  | 4  | 4  | 6  | 5  | 5  | 4  | 4  | 4  |

Fonte:  Serie A – Classifica giornata, su transfermarkt.it.
Legenda:

Luogo: C = Casa; T = Trasferta. Risultato: V = Vittoria; N = Pareggio; P = Sconfitta.

### Statistiche dei giocatori
Sono in corsivo i calciatori che hanno lasciato la società a stagione in corso.
| Giocatore       | Serie A  | Serie A | Serie A     | Serie A    | Coppa Italia | Coppa Italia | Coppa Italia | Coppa Italia | Champions League | Champions League | Champions League | Champions League | Supercoppa italiana | Supercoppa italiana | Supercoppa italiana | Supercoppa italiana | Totale   | Totale | Totale      | Totale     |
| Giocatore       | Presenze | Reti    | Ammonizioni | Espulsioni | Presenze     | Reti         | Ammonizioni  | Espulsioni   | Presenze         | Reti             | Ammonizioni      | Espulsioni       | Presenze            | Reti                | Ammonizioni         | Espulsioni          | Presenze | Reti   | Ammonizioni | Espulsioni |
| --------------- | -------- | ------- | ----------- | ---------- | ------------ | ------------ | ------------ | ------------ | ---------------- | ---------------- | ---------------- | ---------------- | ------------------- | ------------------- | ------------------- | ------------------- | -------- | ------ | ----------- | ---------- |
| Y. Adli         | 6        | 0       | 1           | 0          | 0            | 0            | 0            | 0            | -                | -                | -                | -                | 0                   | 0                   | 0                   | 0                   | 6        | 0      | 1           | 0          |
| T. Bakayoko     | 3        | 0       | 0           | 0          | 0            | 0            | 0            | 0            | -                | -                | -                | -                | 0                   | 0                   | 0                   | 0                   | 3        | 0      | 0           | 0          |
| F. Ballo-Touré  | 10       | 1       | 0           | 0          | 0            | 0            | 0            | 0            | 4                | 0                | 2                | 0                | 0                   | 0                   | 0                   | 0                   | 14       | 1      | 2           | 0          |
| I. Bennacer     | 28       | 2       | 5           | 0          | 1            | 0            | 0            | 0            | 10               | 1                | 1                | 0                | 1                   | 0                   | 0                   | 0                   | 40       | 3      | 6           | 0          |
| D. Calabria     | 25       | 1       | 6           | 0          | 1            | 0            | 0            | 0            | 6                | 0                | 2                | 0                | 1                   | 0                   | 0                   | 0                   | 33       | 1      | 8           | 0          |
| C. De Ketelaere | 32       | 0       | 2           | 0          | 1            | 0            | 0            | 0            | 6                | 0                | 1                | 0                | 1                   | 0                   | 0                   | 0                   | 40       | 0      | 3           | 0          |
| S. Dest         | 8        | 0       | 0           | 0          | 1            | 0            | 0            | 0            | 4                | 0                | 0                | 0                | 1                   | 0                   | 0                   | 0                   | 14       | 0      | 0           | 0          |
| B. Díaz         | 33       | 6       | 3           | 0          | 1            | 0            | 0            | 0            | 10               | 1                | 1                | 0                | 1                   | 0                   | 0                   | 0                   | 45       | 7      | 4           | 0          |
| A. Florenzi     | 6        | 0       | 1           | 0          | 0            | 0            | 0            | 0            | 0                | 0                | 0                | 0                | 0                   | 0                   | 0                   | 0                   | 6        | 0      | 1           | 0          |
| M. Gabbia       | 12       | 0       | 2           | 0          | 1            | 0            | 0            | 0            | 4                | 1                | 1                | 0                | 0                   | 0                   | 0                   | 0                   | 17       | 1      | 3           | 0          |
| O. Giroud       | 33       | 13      | 8           | 1          | 1            | 0            | 0            | 0            | 12               | 5                | 1                | 0                | 1                   | 0                   | 0                   | 0                   | 47       | 18     | 9           | 1          |
| T. Hernández    | 32       | 4       | 7           | 0          | 1            | 0            | 0            | 0            | 11               | 0                | 2                | 0                | 1                   | 0                   | 1                   | 0                   | 45       | 4      | 10          | 0          |
| Z. Ibrahimović  | 4        | 1       | 0           | 0          | 0            | 0            | 0            | 0            | -                | -                | -                | -                | 0                   | 0                   | 0                   | 0                   | 4        | 1      | 0           | 0          |
| P. Kalulu       | 34       | 1       | 4           | 0          | 1            | 0            | 0            | 0            | 10               | 0                | 0                | 0                | 1                   | 0                   | 0                   | 0                   | 46       | 1      | 4           | 0          |
| S. Kjær         | 17       | 0       | 4           | 0          | 0            | 0            | 0            | 0            | 6                | 0                | 0                | 0                | 1                   | 0                   | 0                   | 0                   | 24       | 0      | 4           | 0          |
| R. Krunić       | 23       | 0       | 8           | 0          | 0            | 0            | 0            | 0            | 11               | 1                | 4                | 0                | 0                   | 0                   | 0                   | 0                   | 34       | 1      | 12          | 0          |
| M. Lazetić      | 1        | 0       | 1           | 0          | 0            | 0            | 0            | 0            | -                | -                | -                | -                | 0                   | 0                   | 0                   | 0                   | 1        | 0      | 1           | 0          |
| R. Leão         | 35       | 15      | 7           | 1          | 1            | 0            | 0            | 0            | 11               | 1                | 0                | 0                | 1                   | 0                   | 0                   | 0                   | 48       | 16     | 7           | 1          |
| M. Maignan      | 22       | -21     | 0           | 0          | 0            | -0           | 0            | 0            | 7                | -6               | 1                | 0                | 0                   | -0                  | 0                   | 0                   | 29       | -27    | 1           | 0          |
| J. Messias      | 25       | 5       | 3           | 0          | 1            | 0            | 0            | 0            | 9                | 1                | 0                | 0                | 1                   | 0                   | 0                   | 0                   | 36       | 6      | 3           | 0          |
| A. Mirante      | 1        | -0      | 0           | 0          | 0            | -0           | 0            | 0            | 0                | -0               | 0                | 0                | 0                   | -0                  | 0                   | 0                   | 1        | -0     | 0           | 0          |
| D. Origi        | 27       | 2       | 1           | 0          | 0            | 0            | 0            | 0            | 8                | 0                | 1                | 0                | 1                   | 0                   | 0                   | 0                   | 36       | 2      | 2           | 0          |
| T. Pobega       | 19       | 2       | 4           | 0          | 1            | 0            | 0            | 0            | 8                | 1                | 1                | 0                | 0                   | 0                   | 0                   | 0                   | 28       | 3      | 5           | 0          |
| A. Rebić        | 23       | 3       | 4           | 0          | 0            | 0            | 0            | 0            | 7                | 0                | 0                | 0                | 1                   | 0                   | 0                   | 0                   | 31       | 3      | 4           | 0          |
| A. Saelemaekers | 30       | 2       | 1           | 0          | 1            | 0            | 0            | 0            | 8                | 2                | 1                | 0                | 0                   | 0                   | 0                   | 0                   | 39       | 4      | 2           | 0          |
| C. Tătărușanu   | 16       | -22     | 0           | 0          | 1            | -1           | 0            | 0            | 5                | -5               | 0                | 0                | 1                   | -3                  | 0                   | 0                   | 23       | -31    | 0           | 0          |
| M. Thiaw        | 20       | 0       | 5           | 0          | 0            | 0            | 0            | 0            | 4                | 0                | 2                | 0                | 0                   | 0                   | 0                   | 0                   | 24       | 0      | 7           | 0          |
| F. Tomori       | 33       | 1       | 5           | 0          | 1            | 0            | 0            | 0            | 10               | 0                | 4                | 1                | 1                   | 0                   | 0                   | 0                   | 45       | 1      | 9           | 1          |
| S. Tonali       | 34       | 2       | 7           | 0          | 1            | 0            | 0            | 0            | 12               | 0                | 3                | 0                | 1                   | 0                   | 1                   | 0                   | 48       | 2      | 11          | 0          |
| D. Vásquez      | 0        | -0      | 0           | 0          | 0            | -0           | 0            | 0            | 0                | -0               | 0                | 0                | 0                   | -0                  | 0                   | 0                   | 0        | -0     | 0           | 0          |
| A. Vranckx      | 9        | 0       | 1           | 0          | 1            | 0            | 0            | 0            | -                | -                | -                | -                | 0                   | 0                   | 0                   | 0                   | 10       | 0      | 1           | 0          |

## Giovanili

### Organigramma
- Responsabile tecnico: Angelo Carbone[17]

Primavera
- Allenatore: Ignazio Abate[108]

### Piazzamenti
- Primavera:
  - Campionato: 12º posto
  - Coppa Italia: sedicesimi di finale
  - UEFA Youth League: semifinalista
- Under-18:
  - Campionato: 4º posto[109]
- Under-17:
  - Campionato: semifinale[110]
- Under-16:
  - Campionato: semifinale[111]
- Under-15:
  - Campionato: quarti di finale[112]